# Protandrena cockerelli
Protandrena cockerelli là một loài Hymenoptera trong họ Andrenidae. Loài này được Dunning mô tả khoa học năm 1897.